# Control (álbum de Janet Jackson)
Control es el tercer álbum de estudio de la cantante estadounidense Janet Jackson, lanzado el 6 de febrero de 1986 por A&M Records. Su trabajo con los compositores y productores musicales Jimmy Jam y Terry Lewis resultó en un sonido poco convencional: una fusión de R&B, funk, disco, vocales rap y percusión sintetizada que establecieron a Jackson, Jam y Lewis como los principales innovadores del R&B contemporáneo. Además permitió a Jackson la transición hacia el mercado de la música popular, convirtiéndose en uno de los álbumes definitorios de los 80 y de la música contemporánea.
Conteniendo temáticas autobiográficas, la mayoría de las letras del álbum fueron producto de una serie de cambios en la vida de la cantante: un reciente divorcio del cantante de R&B James DeBarge, la separación de sus negocios de su padre y mánager Joe Jackson y del resto de la familia Jackson, la contratación del ejecutivo John McClain de A&M Records como su nuevo mánager, y su posterior unión artística con Jam y Lewis. El álbum ha sido elogiado por los críticos tanto como una hazaña artística, así como un testamento personal de autorrealización.
Control es considerado por lejos como el álbum revelación de la carrera de Jackson. Fue su primer álbum en llegar a la cima del Billboard 200, y cinco de sus sencillos comerciales ("What Have You Done for Me Lately", "Nasty", "When I Think of You", "Control" y "Let's Wait Awhile") llegaron al Top 5 del Billboard Hot 100. Los video-clips realizados para promocionar los sencillos mostraron su habilidad en el baile y se convirtieron en un catalizador de la evolución demográfica de MTV. El álbum pasó a recibir numerosos premios, incluyendo una nominación al Premio Grammy al álbum del año y ganando el Premio Grammy a la producción no clásica del año para Jam y Lewis en 1987. Está catalogado por la National Association of Recording Merchandisers y el Salón de la Fama del Rock como uno de los 200 Álbumes Definitorios de Todos los Tiempos. Ha sido certificado 5 veces de platino por la Recording Industry Association of America (RIAA) y ha vendido más de 10 millones de copias en todo el mundo.

## Antecedentes
| Mensaje de Jackson a los fans en el folleto: "Me gustaría agradecer a cada persona que estuvo involucrada en este álbum. Un especial agradecimiento a Joe Jackson Productions. Un agradecimiento muy especial a John McClain por darme la inspiración y el impulso para hacer cualquier cosa que quisiera, y por estar ahí cuando más lo necesitaba. Te quiero mucho. Un especial agradecimiento a mi madre por amarme, y por estar a mi lado a través de este proyecto sin importarle qué era lo que yo había decidido hacer. Te amo muchísimo, mamá. Y un agradecimiento muy especial a Jimmy y Terry por hacer de este álbum una gran experiencia, por ayudarme a expresar lo que siento a través del mismo y por mostrarnos a Melanie y a mí tanta y genial diversión mientras trabajábamos en este proyecto. ¡Los extraño mucho, chicos! Los amo. Jan." |

Joe Jackson, patriarca de la familia musical Jackson, era conocido por manejar las carreras de sus 9 hijos, más notablemente la exitosa carrera de The Jackson 5. Luego de arreglar un contrato musical con A&M Records en 1982 para Janet, de 16 años en ese entonces, él supervisó la producción total de su álbum debut, Janet Jackson, y de su sucesor, Dream Street (1984). A su vez, este último fue compuesto y producido por sus hermanos Marlon y Michael, y Jessie Johnson. Más conocida como actriz de televisión, ella inicialmente se mostraba reacia a comenzar una carrera musical. Ella expresó: "Estaba saliendo de una serie de televisión que absolutamente odiaba hacer, Fame. Yo no quería realizar el primer álbum, Janet Jackson. Yo quería ir al colegio. Pero lo hice por mi padre...". Además, explicó detalladamente que tenía conflictos frecuentemente con sus productores. En medio de sus problemas profesionales, ella se rebeló en contra de los deseos de su familia al casarse con James DeBarge, del grupo musical familiar DeBarge, en 1984. Los Jackson no aprobaban la relación, argumentando la inmadurez y el abuso de sustancias de DeBarge. Jackson dejó a su marido en enero de 1985, y más tarde ese mismo año se le concedió la anulación del matrimonio.
Después, Jackson despidió a su padre como representante y contrató a John McClain, entonces socio vicepresidente de artistas y repertorio y gerente general de A&M Records. Hablando sobre esta decisión, ella expresó que "sólo quería irme de la casa, salir de debajo de mi padre, lo que fue una de las cosas más difíciles que tuve que hacer, decirle a él que no quería volver a trabajar de nuevo con él". Joe Jackson se ofendió con John McClain por lo que consideró un atentado clandestino para hurtarle la carrera de su hija, declarando: "He trabajado duro por mi familia. Sin embargo, el problema aparece cuando otros vienen detrás tuyo y tratan de llevárselos sigilosamente. Las ruedas ya se han establecido para Janet Jackson. Cualquiera que se meta ahora obtendrá un viaje gratis.". McClain respondió diciendo que "yo no estoy tratando de alcahuetear a Janet Jackson o alejarla de su padre". Más tarde, él la presentó al dúo de compositores y productores formado por Jimmy Jam y Terry Lewis, ex asociados de Prince y exmiembros de la banda The Time.

## Composición y producción
Cuando Jam y Lewis aceptaron producir el tercer álbum de estudio de Jackson, inicialmente querían apelar a la comunidad afroamericana, además de lograr el éxito en las listas musicales pop. Jam comentó en una entrevista con la revista "Rolling Stone" que "queríamos hacer un álbum que estuviese en cada hogar negro de los Estados Unidos; íbamos por el álbum negro de todos los tiempos". Antes de su asociación con Jackson, Jam y Lewis tenían originalmente planeado grabar un álbum con canciones que ellos habían escrito para Sharon Bryant, pero ésta encontró muy bulliciosos sus letras y sonidos. El dúo presentó el mismo repertorio de canciones a Jackson, y le permitieron aportar y tener el crédito de cocompositora y coproductora por el contenido del álbum. Jam y Lewis declararon que, para trabajar completamente en conjunto con Jackson en el material, pasaron la primera semana simplemente conociendo a su nueva cliente. Lewis explicó: "Nos metimos en su cabeza. Vimos lo que ella era capaz de hacer, lo que quería decir, dónde quería estar, qué quería ser. Reunimos algunas canciones que le calzaran mientras la veíamos, mientras ella se rebelaba a sí misma hacia nosotros. Fue tan simple como eso.".
Para la canción "What Have You Done for Me Lately", que fue compuesta originalmente para alguna de las grabaciones propias de Jam y Lewis, la letra fue reescrita para transmitir los sentimientos de Jackson en relación con su reciente divorcio de James DeBarge. El tema fue elegido como primer sencillo de Control, ya que Jam y Lewis sintieron que era el que mejor representaba la actitud de Jackson para con la vida. "Nasty", que en opinión de Jackson era la canción más innovadora del álbum, fue inspirada en una de sus experiencias en Minneapolis, cuando un grupo de hombres avanzaron crudamente hacia ella afuera del hotel donde residía durante las grabaciones de Control. Ella declaró: "Ellos eran emocionalmente abusivos, sexualmente amenazantes. En lugar de correr donde estaban Jerry y Terry para que ellos me protegieran, preferí plantar cara y logré defenderme de ellos. Así es como canciones como "Nasty" y "What Have You Done for Me Lately" surgieron, desde un sentimiento de auto-defensa.". Jimmy Jam compuso y realizó los arreglos de teclado, con Jackson haciendo el acompañamiento. Las voces de fondo fueron grabadas por Jackson, Jam y Lewis. El distintivo ritmo swing triple de la canción fue elaborado por Jam con un teclado Ensoniq Mirage. "Let's Wait Awhile" se centró en los temas del sexo seguro y la abstinencia, un tema de comentario social significante en ese entonces. Jam comentó que es una práctica común para los compositores usar eventos del momento como medios de inspiración para las letras, y que la pandemia de sida había aumentado la conciencia sobre las enfermedades de transmisión sexual. Él dijo: "El tema de la canción "Let's Wait Awhile" fue idea de Janet. Ella no es una persona sermoneadora. Ella no está diciéndole a la gente cómo vivir sus vidas. Todo lo que está haciendo es ofrecer una opinión.".
Aunque Joe Jackson inicialmente pedía que el nuevo álbum de su hija e grabara en Los Ángeles, a fin de poner el ojo en ella, Jam y Lewis se negaron. Ellos exigieron que la producción íntegra del álbum se hiciera en sus propios estudios en Minneapolis, lejos del resplandor y las distracciones de Hollywood y las interferencias de "padres-managers". Jam manifestó: "Exigimos que la pongan en nuestras manos. Teníamos que hacerlo en nuestro territorio, sin guardaespaldas, sin estrellas de viaje y con nadie de la gente de Joe Jackson merodeando y haciendo sugerencias.". Control fue grabado en los estudios Flyte Tyme Studios, el sitio de Flyte Tyme Records, fundado por Jimmy Jam y Terry Lewis en Minneapolis, Minnesota. John McClain ejerció como productor ejecutivo. Jam y Lewis fueron los principales instrumentalistas de las grabaciones, incluyendo percusión, piano, batería, y también prestaron voces de fondo. Jackson acompañó a Jam y Lewis en teclado, y formó parte en la composición de los arreglos. Stephen Holden de "The New York Times" observó que el álbum era un ejemplo destacado del desarrollo de relaciones con músicos y tecnología modernos, declarando: "La tecnología ha alterado la forma, el perfil, la escala e incluso el significado de la música popular... El álbum no fue creado por una banda de estudio, como lo eran la mayoría de los álbumes pop-rock en los 60 y los 70, sino por los productores y la cantante, programando baterías mecanizadas y texturas de teclado.". El padre de Jackson no aprobó el nuevo material y la imagen de Control, diciendo que nunca vendería. En un artículo de portada para la revista "Spin", titulado "Damn It, Janet: The Battle for Control of Janet Jackson", Joe fue presentado diciendo que "si Janet me escucha a mí, será tan grande como Michael". Ella y McClain ignoraron sus objeciones. Hablando del producto final, Jackson dijo: "Es agresivo, gallito, muy progresivo. Expresa exactamente quién soy y cómo siento. He tomado el control de mi propia vida. Esta vez voy a hacerlo a mi manera.".

## Lanzamiento y promoción

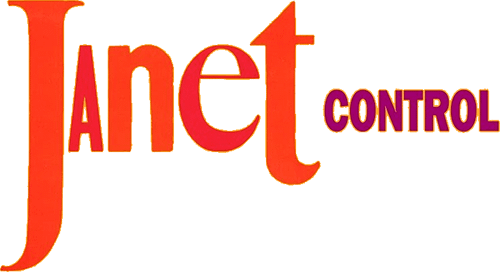
Logotipo del álbum

Aunque A&M Records no pensó en una amplia gira de conciertos para promocionar el álbum de Jackson, la marca financió una gira promocional de tres semanas por los Estados Unidos luego de su lanzamiento, presentándose en 13 ciudades. Control llegó a la cumbre del Billboard 200 y de la lista Top R&B/Black Albums. La Recording Industry Association of America (RIAA) certificó primero de oro a Control en abril de 1986, registrando 500.000 unidades vendidas en los Estados Unidos. Dos meses después, en junio de 1986, el álbum fue certificado de platino por la RIAA, con 1.000.000 de unidades vendidas. Tres años más tarde, Control fue certificado cinco veces platino por la RIAA en octubre de 1989. Desde su debut, Control ha vendido más de 10 millones de copias alrededor del mundo. Además de la versión de estudio, un álbum remix, Control: The Remixes, fue lanzado en algunos países en noviembre de 1987.
La expresión lírica de Jackson ha sido citada como uno de los elementos clave del éxito del álbum. El autor Dave Marsh, en The Heart of Rock & Soul: The 1001 Greatest Singles Ever Made (1999), comenta: "Indudablemente, Janet debe haber escrito sus propias letras, las cuales persiguen hombres (en particular, no muy bien disfrazados sustitutos para su padre y ex marido) más venenosamente que otro tipo se hubiera atrevido. Control, el álbum resultante, fue uno de los más vendidos de 1986-1987, produciendo 5 exitosos sencillos.". El primer sencillo del álbum, "What Have You Done for Me Lately", llegó al número 4 de la lista de sencillos Billboard Hot 100, y al número 1 de la lista Hot Black Singles. El sencillo fue certificado de oro por la RIAA en noviembre de 1990. La canción fue comparada favorablemente con grabaciones similares de empoderamiento femenino lanzadas por mujeres negras, como "New Attitude" de Patti LaBelle, "Better Be Good to Me" de Tina Turner y "Sisters Are Doin' It for Themselves" de Aretha Franklin. Oprah Winfrey comentó: "Lo que estás viendo en todas las áreas del arte y del entretenimiento son mujeres negras interiorizando la idea del poder y el orgullo negro... Las mujeres negras empezaron a escuchar sus señales interiores, antes que la sociedad o incluso que la idea de la comunidad negra acerca de lo que deben ser y lo que pueden ser.". "Nasty", el segundo sencillo del álbum, venció a "What Have You Done for Me Lately" por una posición, llegando al número 3 del Billboard Hot 100 y al número 1 de a lista Hot Black Singles. Fue certificado de oro en noviembre de 1990. El crítico Jon Bream indicó que "los compositores han yuxtapuesto astutamente un desagradable sonido y la repetición de la palabra "nasty" con un sutil mensaje anti-desagradable".
"When I Think of You" alcanzó el número 1 del Billboard Hot 100, pasando a ser el primer sencillo de Jackson en llegar a la cima de la lista, y fue certificado de oro en noviembre de 1990. El cuarto sencillo del álbum y que da título al mismo, "Control", alcanzó su máxima posición en número 5 en el Billboard Hot 100 y en el número 1 en la lista Hot Black Singles, siendo más tarde certificado de oro por la RIAA en noviembre de 1990. "Let's Wait Awhile" llegó a la posición número 2 del Hot 100 y número 1 en la lista Hot Black Singles. Clarence Page el "Chicago Tribune" comentó, en una veta similar a "Nasty", que "la balada arroja agua fría sobre las pasiones del amor joven, 'antes de llegar demasiado lejos'". A diferencia de sus antecesores, "The Pleasure Principle" no llegó al Top 5 del Hot 100, alcanzando el número 14. Sin embargo, sí se convirtió en el quinto sencillo número 1 de Jackson en la lista Hot Black Singles. Cada uno de los sencillos del álbum, excepto "Let's Wait Awhile", llegaron al Top 5 de la lista Club Play Singles. "Funny How Time Flies (When You're Having Fun)" no fue lanzado como un sencillo comercial en los Estados Unidos. En el extranjero, llegó al número 59 del UK Singles Chart.
Jesus Garber, entonces director de marketing y promoción de música negra de A&M Records, destacó que, además de la exitosa promoción de las listas musicales negras a las de pop, los video-clips fueron aprovechados para lanzar a Jackson al súperestrellato. Eric Henderson de "Slant Magazine" acredita el lanzamiento de Control como "el nacimiento de Janet como estrella de los videos musicales, ya que seis de los nueve temas fueron convertidos en populares videos que la proclamaron reina de las producciones de números de baile". Henderson comentó que la habilidad de Jackson para el baile, entrenada por una entonces desconocida Paula Abdul, sólo sirvió para impulsarla a un estrellato aún superior. Charlie Minor, entonces vicepresidente de promoción de A&M Records, declaró: "Las imágenes completaron la imagen de Janet Jackson con el comprador... Ellos le dieron una cara y una identidad bailable y de acción con las canciones, y una imagen visual de ella como una estrella del rock and roll.". Jonathan Cohen de la revista "Billboard" comentó que "el accesible sonido de Jackson y sus espectacularmente coreografeados videos fueron irresistibles para MTV, y ayudaron al canal a desarrollarse de una programación rock hacia una mezcla musical más amplia". El video de "Nasty" recibió 3 nominaciones en la quinta entrega de los premios MTV Video Music Awards (1987), ganando en "mejor coreografía" por Paula Abdul.

## Recepción crítica
Rob Hoerburger de "Rolling Stone" comentó que "la lengua filosa de Janet Jackson está más preocupada por la identidad que por la lista de reproducción", ya que Control declara que ya no es la hermana bebé de los Jackson. Hoerburger expresó que canciones como "Nasty" y "What Have You Done for Me Lately" borraron la ex imagen pop ingenua de los dos primeros álbumes de Jackson, y que Control es un álbum mejor que los que Diana Ross ha hecho en 5 años y pone a Janet en una posición similar a la joven Donna Summer, reacia a aceptar estatus de nobleza y dando sus propios pasos por encima de los demás. Steven Ivory de "Billboard" dijo: "Vocalmente, Jackson es más agresiva que nunca. En realidad, su exhibición de descaro y cobardía es ciertamente más provocativo en comparación a su trabajo anterior.". "NME" escribió: "Jackson ha atravesado un largo camino para deshacerse de la experiencia de ser una sombra chica Jackson. Ella es una artista po derecho propio.". "Newsweek" declaró que "en una era de divas con grandes voces cantantes de pop-soul, su actual exitoso álbum es tirante, funk, duro como las uñas, una alternativa a las baladas sentimentales y los opulentos arreglos de Patti LaBelle y Whitney Houston". Robert Christgau se burló de las gritos de independencia de Janet, pero le dio al álbum calificación B, basándose en su valor para el espectáculo. El crítico de "Los Angeles Times" Connie Johnson escribió: "Aunque aún sea una adolescente, la presencia de esta cantante es remarcablemente osada y madura. Ella tiene un enojado estilo de la seguridad que le permite varios cortes, más el músculo musical para respaldarlo.". Jon Pareles de "The New York Times" cita que Control toma obvia influencia de Prince describiendo el paso del álbum, con sus cortadas líneas vocales, incluso la introducción hablada que comienza las cosas, como un sonido Minneapolis puro. Además añade que "mientras el estilo de Prince usualmente se conecta con complementos de respiración pesada, Miss Jackson es alegremente distante".
En los premios Grammy Awards de 1987, Control recibió 4 nominaciones: álbum del año, mejor canción R&B por "What Have You Done for Me Lately", mejor interpretación vocal femenina en R&B, y productores no clásicos del año por Jimmy Jam y Terry Lewis. Jam y Lewis ganaron este premio. El álbum obtuvo el récord de 12 nominaciones en los American Music Awards, ganando 4. Jackson también ganó 3 Soul Train Music Awards y 6 Billboard Music Awards.
Las críticas posteriores siguieron encontrando favorable al álbum. Eric Hederson de "Slant Magazine" expresó que "la idea falsa de que Control es el álbum debut de Jackson sólo confirmó la declaración por excelencia de su autorealización personal y artística, que está dispuesta a lograr". Henderson demandó las críticas que juzgaban duramente a Jackson por su voz fina, diciendo: "De alguna manera olvidan el explosivo vocal pirotécnico "gimme a beat" que da rienda suelta a todo "Nasty"... O descartan completamente cuán perfectamente sienta su vacilación trémula en el abstinente himno "Let's Wait Awhile".". Sin embargo, Henderson también comentó que "la fórmula Jam-Lewis no fue completamente infalible, pues "You Can Be Mine" y "Funny How Time Flies (When You're Having Fun)" fueron dos de las fallas menos impresionantes del álbum". Mientras que William Ruhlmann de "Allmusic" comentó que "Jackson llegó como una agresiva mujer independiente", y aseguró que el verdadero valor del álbum es el talento de producción de Jimmy Jam y Terry Lewis.

## Legado
| Su álbum Control de 1986 es importante en el desarrollo del R&B por numerosas razones. Los principales productores de Control, Jimmy Jam, Terry Lewis y Jackson misma, elaboraron un nuevo sonido que fusiones los elementos rítmicos del funk y la música disco, junto con dosis pesadas de sintetizadores, percusión, efectos de sonido y una sensibilidad de música rap. Richard J. Ripani, "The New Blue Music", 2006. |

Control es ampliamente considerado por ser la revelación de la carrera de Jackson, estableciendo tanto su independencia como su dominancia en el reinado de la música popular. La revista "Jet" comentó que, aunque el legado musical de la familia Jackson le había dado la oportunidad de aprovechar una audiencia internacional, Control fue el punto crucial en el que su carrera despegó y se convirtió en una súperestrella. Control mostró a Janet como una persona que final y firmemente había tomado el control de su propia vida. Dennis Hunt, de "Los Angeles Times", escribió: "Anteriormente, ella había grabado dos no sofisticados álbum soul para chicos. Si escucharon cuidadosamente ese material de niña, allí había una cantante crecida en algún lado, peleando para escapar. Jimmy Jam y Terry Lewis liberaron a la real Janet Jackson.".
Según Ricky Vincent, autor de "Funk: The Music, The People, and The Rhythm of The One" (1996), el trabajo conjunto de Jam y Lewis con ella es considerado como uno de los puntos álgidos de los 80, ya que ellos redefinieron la música dance al mezclar un sonido juvenil con un ritmo de potencia industrial. Como documenta el musicólogo Richard J. Ripani, autor de "The New Blue Music: Changes in Rhythm and Blues, 1950-1999" (2006), Control es considerado uno de los álbumes más influyentes en la historia del rhythm and blues, y el primer álbum en romper la brecha entre el R&B y el rap. Su éxito en las listas musicales tanto pop como R&B lideró la incorporación de muchos de los rasgos estilísticos del rap durante los años siguientes, y Janet Jackson iba a pasar a ser una de las líderes en este desarrollo. Además, el segundo sencillo del álbum, "Nasty", ha sido acreditado como inspiración del género new jack swing, instalado por Teddy Riley. "The New Rolling Stone Album Guide" (2004) decía que el álbum impactó en la música popular con éxito de taquilla de momento, mientras que Eric Henderson de "Slant Magazine" citó que Control era cada pedacito del éxito de la máquina que fue Thriller de su hermano. Steve Morse de "The Boston Globe" comentó: "Considerando todas las cosas, 1986 fue un año estelar para las cantantes negras (el mejor, en realidad, desde la era disco de una década atrás). La música negra cruzó hacia las listas pop de forma dramática, con Whitney Houston, Patti LaBelle y Janet Jackson teniendo cada una un álbum número 1.".
Además de salir de la sombra de la familia Jackson, Control estableció a Jackson como una de las artistas mujeres preeminentes de la música popular, rivalizando con su colega estrella del pop Madonna, ya que los críticos comenzaron a reconocer su influencia en la industria de la música y en las artistas más jóvenes. Con respecto a la venta de sencillos, Paul Grein de "Billboard" informó: "10 o 20 años atrás, hubieras tenido dos sencillos de un álbum como mucho. Ahora estamos en una era en la cual Madonna va por su quinto sencillo del álbum True Blue y Janet Jackson está en el sexto de su LP Control.". Más tarde, Jackson se convirtió en la primera artista mujer en producir seis sencillos de un solo álbum que llegaran al Top 40 del Billboard Hot 100. El escritor de "Los Angeles Times" Paul Grein redactó un segmento titulado "La influencia de Madonna y Janet Jackson", informando que el mánager de Debbie Gibson, Doug Breitbart, dijo que "Madonna ha traído de vuelta a un componente realmente fuerte y melódico a la música pop", mientras que Maggie Murphy, editora de "Teen Beat", remarcó que "Janet Jackson podría haber dado comienzo a eso más que cualquier otra persona". Anthony DeCurtis, autor de "Present Tense: Rock & Roll and Culture" (1992), escribió que "Madonna y Janet Jackson han producido videos que exploran la mirada femenina", y describió el videoclip "Nasty" de Jackson como una teoría feminista cinematográfica, que descontractura la objetivación de la mujer.
"The New Rolling Stone Album Guide" (2004) documentó que, entre los dos años de promoción de Control, un nuevo cultivo de cantantes femeninas (como Paula Abdul y Karyn White) fueron acusadas por imitar a Janet. Control ha sido honorado por numerosas publicaciones de música, en reconocimiento a su impacto en la industria musical, incluyendo: "Rolling Stone's 100 Best Albums of the Eighties", "100 Women Who Rock The World" de la revista "Q", "Vital Pop: 50 Essential Pop Albums" de "Slant Magazine", "100 Essential Albums od the 20th Century" y "The Unfadeable 51" de la revista "Vibe", y "The Definitive 200: Top 200 Albums of All-Time" del Salón de la Fama del Rock. "The Guardian" describió el lanzamiento del álbum como uno de los 50 momentos clave en la historia del R&B y el hip-hop.

## Premios
| Premio                    | País           | Categoría | Año  | Referencia |
| ------------------------- | -------------- | --- | ---- | ---------- |
| Billboard Music Awards    | Estados Unidos | Top Black Artist, Top Black Singles Artist, Top Dance Club Play Artist, Top Dance Sales Artist, Top Pop Singles Artist, Top Pop Singles Artist (Female) | 1986 | [ 48 ]     |
| Grammy Awards             | Estados Unidos | Producer of the Year, Non-Classical | 1987 | [ 15 ]     |
| American Music Awards     | Estados Unidos | Favorite Soul/R&B Single ("Nasty"), Favorite Female Video Artist Soul/R&B                                                                               | 1987 | [ 44 ]     |
| Soul Train Music Awards   | Estados Unidos | Best Music Video ("What Have You Done For Me Lately"), Album of the Year (Female) (Control)                                                             | 1987 | [ 46 ]     |
| MTV Video Music Awards    | Estados Unidos | Best Choreography ("Nasty") | 1987 | [ 33 ]     |
| American Music Awards     | Estados Unidos | Favorite Soul/R&B video ("When I Think of You"), Favorite Pop/Rock Video ("When I Think of You")                                                        | 1988 | [ 45 ]     |
| Soul Train Music Awards   | Estados Unidos | Best Music Video ("Control") | 1988 | [ 47 ]     |
| Rolling Stone             | Estados Unidos | "Rolling Stone's 100 Best Albums of the Eighties" (puesto N.º 28)                                                                                       | 1989 | [ 59 ]     |
| Vibe                      | Estados Unidos | "100 Essential Albums of the 20th Century" (no por posición)                                                                                            | 1999 | [ 41 ]     |
| Q                         | Reino Unido    | "100 Women Who Rock The World" (puesto N.º 72) | 2002 | [ 60 ]     |
| Slant Magazine            | Estados Unidos | "Vital Pop: 50 Essential Pop Albums" (no por posición)                                                                                                  | 2003 | [ 61 ]     |
| Salón de la Fama del Rock | Estados Unidos | "The Definitive 200: Top 200 Albums of All-Time" (puesto N.º 86)                                                                                        | 2007 | [ 63 ]     |
| Vibe                      | Estados Unidos | "The Unfadeable 51" (no por posición) | 2008 | [ 62 ]     |

## Listado de canciones
Todas las canciones coproducidas por Janet Jackson, excepto "Let's Wait Awhile".
| N.º | Título                                          | Escritor(es)                                 | Productor(es)                | Duración |  |
| 1.  | «Control»                                       | James Harris III, Terry Lewis, Janet Jackson | Harris, Lewis                | 5:55     |  |
| 2.  | «Nasty»                                         | Harris, Lewis, Jackson                       | Harris, Lewis                | 4:03     |  |
| 3.  | «What Have You Done for Me Lately»              | Harris, Lewis, Jackson                       | Harris, Lewis                | 4:59     |  |
| 4.  | «You Can Be Mine»                               | Harris, Lewis, Jackson                       | Harris, Lewis                | 5:16     |  |
| 5.  | «The Pleasure Principle»                        | Monte Moir                                   | Moir, Jackson*, Steve Wiese* | 4:58     |  |
| 6.  | «When I Think of You»                           | Harris, Lewis, Jackson                       | Harris, Lewis                | 3:56     |  |
| 7.  | «He Doesn't Know I'm Alive»                     | Spencer Bernard                              | Harris, Lewis                | 3:30     |  |
| 8.  | «Let's Wait Awhile»                             | Harris, Lewis, Jackson, Melanie Andrews      | Harris, Lewis, Jackson       | 4:37     |  |
| 9.  | «Funny How Time Flies (When You're Having Fun)» | Harris, Lewis, Jackson                       | Harris, Lewis                | 4:29     |  |

### Bonus track para Japón
| Bonus track para Japón |              |                               |                    |          |  |
| N.º                    | Título       | Escritor(es)                  | Productor(es)      | Duración |  |
| 10.                    | «Start Anew» | Ralph McCarthy, Yuji Toriyama | McCarthy, Toriyama | 4:19     |  |

(*) indica coproductores

## Créditos
- Janet Jackson – voz, voces de fondo, teclado, campanas
- Melanie Andrews – voces de fondo
- Troy Anthony – saxo
- Jerome Benton – vocales
- Spencer Bernard – sintetizador, guitarra
- Geoff Bouchieiz – guitarra
- Mark Cardenas – sintetizador
- Roger Dumas – baterías, programación
- Jimmy Jam – sintetizadores, percusión, piano, baterías, vocales, voce de fondo
- Jellybean Johnson – guitarra, vocales
- Lisa Keith – voces de fondo
- Terry Lewis – percusión, vocales, voces de fondo
- John McClain – producción
- Monte Moir – sintetizador, guitarra, baterías
- Nicholas Raths – guitarras acústicas y de 12 cuerdas
- Gwendolyn Traylor – voces de fondo
- Hami Wave – voces de fondo

## Rankings y certificaciones
| Ranking (1986–1989)       | Mejor posición |
| ------------------------- | -------------- |
| Australian Albums Chart   | 25             |
| Canadian Albums Chart     | 11             |
| Dutch Albums Chart        | 7              |
| German Albums Chart       | 36             |
| Japanese Albums Chart     | 82             |
| New Zealand Albums Chart  | 5              |
| Swedish Albums Chart      | 47             |
| Swiss Albums Chart        | 28             |
| UK Albums Chart           | 8              |
| US Billboard 200          | 1              |
| US Top R&B/Hip-Hop Albums | 1              |

| País           | Certificación |
| -------------- | ------------- |
| Canadá         | Platino       |
| Holanda        | Platino       |
| Reino Unido    | Platino       |
| Estados Unidos | 5× Platino    |

### Sencillos
| Año de lanzamiento | Sencillo                                        | Billboard Hot 100 | Billboard Hot Black Singles | Billboard Club Play Singles |
| ------------------ | ----------------------------------------------- | ----------------- | --------------------------- | --------------------------- |
| 1986               | "What Have You Done for Me Lately"              | 4                 | 1                           | 2                           |
| 1986               | "Nasty"                                         | 3                 | 1                           | 2                           |
| 1986               | "When I Think of You"                           | 1                 | 3                           | 1                           |
| 1986               | "Control"                                       | 5                 | 1                           | 1                           |
| 1987               | "Let's Wait Awhile"                             | 2                 | 1                           | –                           |
| 1987               | "The Pleasure Principle"                        | 14                | 1                           | 1                           |
| 1987               | "Funny How Time Flies (When You're Having Fun)" | –                 | –                           | –                           |

### Historial en listas
| Predecesor: Whitney Houston de Whitney Houston | Billboard 200 — Álbum N° 1 5 de julio de 1986 — 12 de julio de 1986                | Sucesor: Winner in You de Patti LaBelle |
| Predecesor: Promise de Sade                    | Billboard R&B/Hip-Hop Albums — Álbum N° 1 19 de abril de 1986 — 7 de junio de 1986 | Sucesor: Winner in You de Patti LaBelle |

## Otras lecturas
- Cornwell, Jane. Janet Jackson. Carlton Books, 2002. ISBN 1-84222-464-6

- Datos: Q530266